# Holzerode
Holzerode ist ein Dorf im Landkreis Göttingen. Es gehört zur Gemeinde Ebergötzen und hat knapp 700 Einwohner.

## Geografie
Die Holzeröder Feldflur ist fast vollständig von Wäldern umgeben. Nachbarorte sind Spanbeck und Billingshausen im Nordwesten, Gillersheim im Norden, Renshausen im Osten, Ebergötzen und Krebeck im Südosten und Bösinghausen im Süden.
Die Feldmark Holzerode stößt im Westen an den Muschelkalk des Plesser Forstes, südwestlich befindet es sich auf einem Oberen Buntsandsteinplateau, auch Röt genannt, während die übrige Feldmark sich auf dem mittleren Buntsandstein befindet. Die Feldmark steigt auf eine Höhe von bis zu 360 m an, das Dorf selbst liegt auf etwa 250 bis 260 m. Die Landstraße von Nörten-Hardenberg über Billingshausen nach Ebergötzen bildet die Grenze der beiden Formationen.
Im Talgrund des Ortes entspringt der Beverbach.
Südwestlich von Holzerode gibt es mit dem Hünstollen (423,5 m) ein lohnendes Wanderziel, das einen weiten Ausblick über das Eichsfelder Becken Richtung Harz bietet. In derselben Richtung befindet sich der Mäuseturm.

## Geschichte
Holzerode wurde erstmals 1055 in einer Urkunde des Erzbischofs Luitpold I. von Mainz erwähnt und bezeichnet eine Rodesiedlung, die wohl zwischen dem 9. und 11. Jahrhundert entstand. Folgt man der plattdeutschen Umgangssprache, so lässt sich Holzerode, das in früheren Urkunden mitunter Hozesruoth, Hotzesrouth, Hozzesrouth und Hozzesroth geschrieben wird, als Rodung eines Hozzo (oder Hozzi) interpretieren. In den ab 1322 ausgestellten plessischen Urkunden wird der Ort ohne das Genitiv-s geführt. Bis zum Übergang an die Landgrafschaft Hessen wird der Ortsname Hotzerode oder Hosserode geschrieben, die Bewohner Holzerodes verwendeten ihn so auch noch über diese Zeit hinaus. Weitere Varianten des Ortsnamens treten in den Urkunden und Salbüchern der Landgrafschaft Hessen in den folgenden Zeiten immer wieder auf. Es gehörte über Jahrhunderte zur Herrschaft Plesse, kam 1571 in hessischen Besitz, 1816 zum Königreich Hannover und 1866 zu Preußen. 1349 wird zum ersten Mal ein plessisches Vorwerk in Holzerode genannt, im 16. Jahrhundert wird von einem herrschaftlichen Haupthof sowie zwei Meierhöfen gesprochen. Teilungen des Haupthofes und der Meierhöfe führten dazu, dass im Jahre 1664 das plessische Meiergut aus insgesamt 8 Hufen bestand. 1848 hatte das Dorf insgesamt 572 Einwohner, welche sich auf 94 Wohnhäuser verteilten. Im Jahre 1912 wurde in der Holzeröder Feldmark, auf dem Eckgrundstück zwischen Billingshäuser Weg und Spanbecker Weg, eine Versuchsbohrung installiert und man begann mit der Suche nach abbauwürdigem Kalisalz. Die Lagerstättenbeschaffenheit war sehr ähnlich zu jener im gleichzeitig erkundeten, und später abgeteuften Schacht Hindenburg-Wilhelmshall in Reyershausen. Man verzichtete allerdings in Holzerode auf die Abteufung eines Schachtes. Nicht zuletzt wegen der kaum möglichen Einrichtung einer Eisenbahnverbindung. Holzerode liegt rund 80 Meter höher als das Rodetal bei Reyershausen. Mglw. standen die Versuchsbohrungen im Zusammenhang mit dem sog. Kalifieber, welches um 1900 zu einem Run auf höffige Kalilagerstätten führte, welches aber wegen des zu großen Höhenunterschiedes in der Trassenführung aufgegeben wurde. Da das Projekt der Kaliförderung nun also in Holzerode abgebrochen wurde, konzentrierte man den Kaliabbau in Reyershausen, wo die Anlagen 1915 in Betrieb genommen und auch einige Arbeiter aus Holzerode eingestellt wurden. Die Ergebnisse der Probegrabungen wurden in langen Glasröhren in der örtlichen Schule aufbewahrt. Zugehörig zum Gemeindeverband war damals die Ziegelei Hölle, die Lindenbrückemühle, das Landgut Neuwaake (im Hessendreisch zwischen Waake und Roringen) und das Wirtshaus Strutkrug.
Im Rahmen der Gebietsreform erfolgte am 1. Januar 1973 der Zusammenschluss mit Ebergötzen.

### Einwohnerentwicklung
Entwicklung der Einwohnerzahl Holzerodes:
| - 1848: 572 Einwohner - 1871: 519 Einwohner - 1925: 510 Einwohner - 1939: 526 Einwohner | - 1950: 904 Einwohner - 1955: 759 Einwohner - 1961: 718 Einwohner - 1970: 644 Einwohner |

## Kultur und Sehenswürdigkeiten
In der Liste der Baudenkmale in Ebergötzen sind für Holzerode 14 Baudenkmale aufgeführt.

### Ev.-ref. Kirche Holzerode

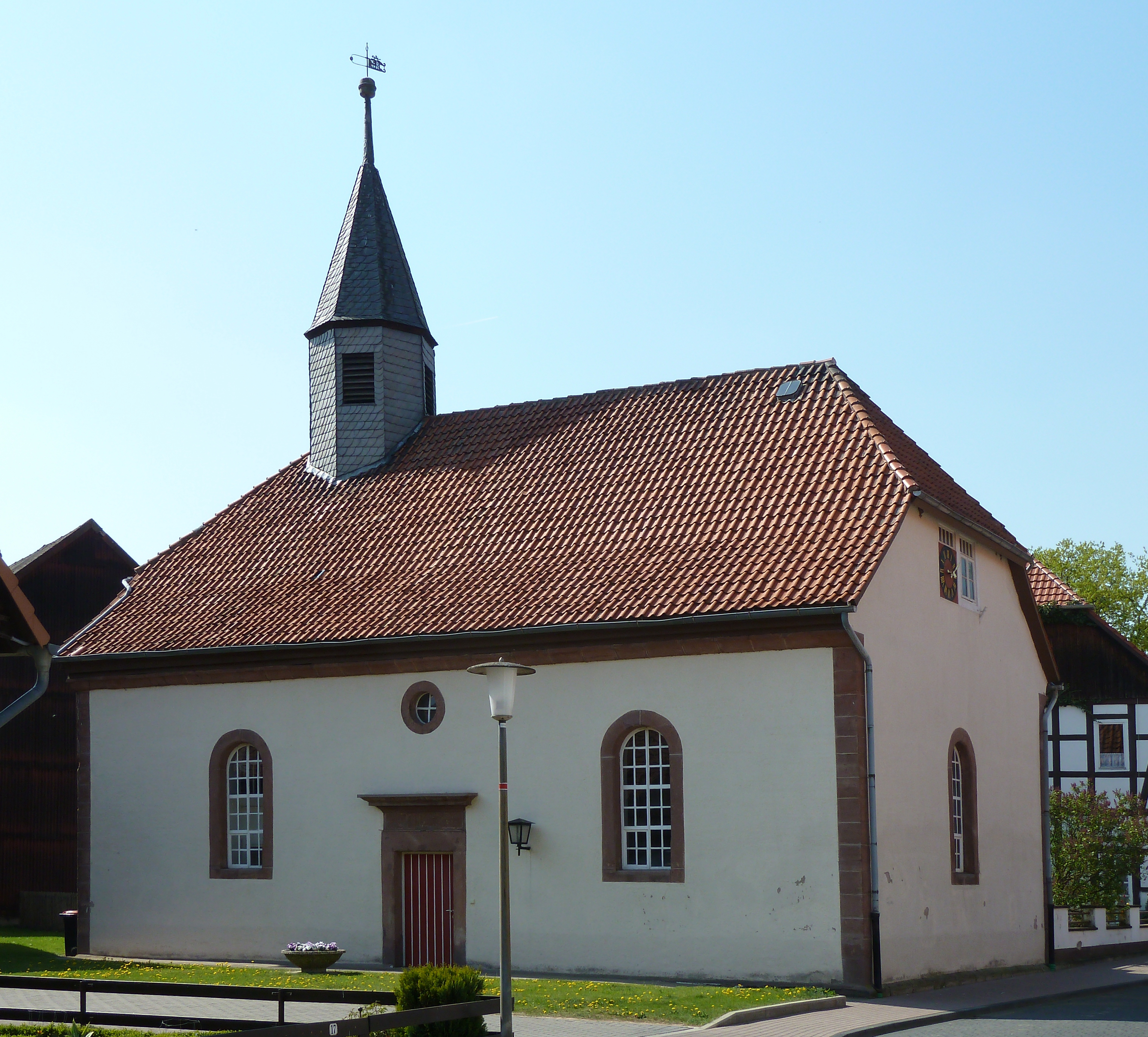
Ev. reformierte Kirche in Holzerode

Die ev.-ref. Kirche in Holzerode wurde 1738 in Form eines dreiachsigen Rechtecksaales erbaut. Über dem ausladenden Traufgesims trägt der Saal ein hohes Dach, welches an seinen Schmalseiten als Krüppelwalm ausgebildet ist. An der Westseite erhebt sich ein kleiner verschieferter, oktogonaler Dachreiter mit rechteckigen Schallöffnungen und einer bekrönten Spitze, welcher als Glockenturm der Kirche dient. Werksteinumrahmungen umfassen die rundbogig geschlossenen Fenster und das rechteckige Eingangsportal, das sich mittig an der südlichen Längsseite befindet. Über dem Portal befindet sich ein kleines, ebenfalls mit Werkstein gerahmtes Rundfenster. Bis auf die Eckquaderungen und Werksteineinrahmungen ist die Kirche verputzt.
Im Innern befindet sich eine 1840 erbaute und 2023 restaurierte Orgel aus der Werkstatt des August von Werder.